# Chauffage à reflux
Le chauffage à reflux (aussi connu sous le nom de montage à reflux) est un montage expérimental dont le but est de chauffer jusqu'à l’ébullition sans perte de matière.
Il a été mis au point par le chimiste Karl Friedrich Mohr.

## Explications
Le montage à chauffage à reflux est un montage expérimental qui permet de chauffer un milieu réactionnel. Il a pour but d'accélérer une réaction chimique, la température étant un facteur cinétique.
Le reflux empêche la perte de réactif ou de produit par vaporisation. Dans le vase à réaction (souvent un ballon ou un erlenmeyer), du fait de l'augmentation de la température, certaines substances se vaporisent. Ces dernières montent alors dans le réfrigérant, qui peut être un simple réfrigérant à air ou un réfrigérant à eau :
- dans un réfrigérant à air, une circulation d'air permet le refroidissement des vapeurs formées ;
- dans le cas d'un réfrigérant à boules, de l'eau froide s'écoule en permanence dans ce réfrigérant.

Au contact des parois, les gaz refroidissent et se liquéfient sous forme de gouttelettes sur les parois du réfrigérant et finissent par retomber dans le vase à réaction. Pour éviter les pertes de matière, on pourrait simplement fermer le vase à réaction, mais dans ce cas on ne pourrait pas travailler à pression constante et il y aurait un risque de surpression.

## Utilisations
Ce montage est souvent utilisé en chimie organique en synthèse (par exemple, l'estérification de l'aspirine). Les réactions en chimie organique sont souvent lentes, d'où la nécessité de chauffer.

## Aspects pratiques
On dépose souvent quelques grains de pierre ponce (ou des billes de verre) pour réguler l'ébullition, ce qui permet d'éviter d'avoir de grosses bulles qui se forment et projettent le milieu réactionnel sur les parois du ballon et du réfrigérant. L'utilisation de ces grains permet aussi d'éviter tout retard au démarrage de l'ébullition, et éviter ainsi tout risque de surébullition.
Un thermomètre n'est pas nécessaire : la température s'ajuste sur la température d'ébullition du liquide. La température n'a donc pas à être contrôlée.
Le système élévateur (support élévateur) est là par sécurité pour permettre de séparer rapidement le système de chauffage du vase à réaction dans le cas où la réaction s'emballerait. Il faut donc prendre soin de placer le vase à réaction à une hauteur suffisante.